# Anatol Stern
Anatol Stern (sinh ngày 24 tháng 10 năm 1899 - mất ngày 19 tháng 10 năm 1968) là một nhà thơ, nhà văn và nhà biên kịch người Ba Lan.

## Tiểu sử
Anatol Stern sinh ngày 24 tháng 10 năm 1899 tại Warsaw, trong một gia đình gốc Do Thái. Ông theo học Khoa Ngữ văn Ba Lan tại Đại học Wilno nhưng chưa tốt nghiệp. Anatol Stern là một trong những nhà thơ theo chủ nghĩa vị lai nổi bật của Ba Lan. Ông cùng Jarosław Iwaszkiewicz là đồng tác giả của tờ nguyệt san "Nowa Sztuka" (New Art) trong các năm 1921-1923. Bên cạnh đó, Anatol Stern còn cộng tác với nhiều tạp chí nghệ thuật đáng chú ý khác lúc bấy giờ, bao gồm Skamander, Zwrotnica của Tadeusz Peiper và Wiadomości literackie.
Cùng với dòng chảy của thời gian, Anatol Stern không còn xuất hiện với vai trò sáng tác thơ mà trở thành một nhà biên kịch đáng chú ý. Trước khi Chiến tranh thế giới thứ hai bùng nổ, ông là tác giả của hơn 30 bộ phim, bao gồm cả phim Ba Lan và phim nước ngoài.
Anatol Stern mất ngày 19 tháng 10 năm 1968 tại Warsaw.

## Thành tích nghệ thuật
- Exile to Siberia (1930)
- Róża (1936)
- Pan Twardowski (1936)
- Barbara Radziwiłłówna (1936)[1]